# Ammopolia castaneotransversa
Ammopolia castaneotransversa är en fjärilsart som beskrevs av Bytinsky-salz 1937. Ammopolia castaneotransversa ingår i släktet Ammopolia och familjen nattflyn. Inga underarter finns listade i Catalogue of Life.